# کاشانی‌نامه
کاشانی نامه کتابی از ابوالقاسم قربانی است که در سال ۱۳۵۰ منتشر و برندهٔ جایزه کتاب سال سلطنتی شد.